# Eduard Berzin
Eduard Petrovitj Berzin (russisk: Эдуа́рд Петро́вич Бе́рзин, lettisk: Eduards Bērziņš; 7. februar 1894 i Riga i Guvernement Livland – 1. august 1938 i Moskva i Sovjetunionen) var en sovjetisk soldat og tjekist med lettisk baggrund, men huskes hovedsagelig for at etablere organisationen Dalstroj, der institutionaliserede et system af tvangsarbejdslejre i Kolyma i det nordøstlige Sibirien, hvor hundredtusinder af fanger omkom. Det ansås for at være det mest brutale af alle Gulag-områder.